# National Lampoon's Christmas Vacation
National Lampoon's Christmas Vacation (titulada como ¡Socorro! Ya es Navidad en España y Vacaciones de Navidad en Hispanoamérica) es una película estadounidense de comedia navideña de 1989 y es la tercera entrega de la franquicia de películas Vacation. Fue dirigida por Jeremiah Chechik, escrita y coproducida por John Hughes, y protagonizada por Chevy Chase, Beverly D'Angelo y Randy Quaid con papeles secundarios de Miriam Flynn, William Hickey, Mae Questel, Diane Ladd, John Randolph, E. G. Marshall, Doris Roberts, Juliette Lewis y Johnny Galecki, y apariciones especiales de Julia Louis-Dreyfus, Nicholas Guest, Ellen Hamilton Latzen, Brian Doyle-Murray y Natalia Nogulich.
Está basada en el cuento de John Hughes Christmas '59 que fue publicado en la revista National Lampoon, y cuenta la historia de la familia Griswold pasando las vacaciones de Navidad en casa con sus familiares y el caos seguido a continuación. La película tuvo un buen desempeño en taquilla, recaudando 73,3 millones de dólares y recibiendo críticas mixtas, y es considerada como un clásico de las películas navideñas.

## Reparto
- Chevy Chase como Clark W. «Sparky» Griswold Jr.
- Beverly D'Angelo como Ellen Griswold.
- Juliette Lewis como Audrey Griswold. Audrey fue interpretada anteriormente por Dana Barron y Dana Hill en las dos últimas películas y luego por Marisol Nichols en Vegas Vacation.
- Johnny Galecki como Rusty Griswold. Russ fue interpretado por Anthony Michael Hall y Jason Lively en las dos películas anteriores y más tarde por Ethan Embry en Vegas Vacation. En particular, esta es la única película en la que Russ tiene exactamente la misma edad que Audrey, por lo que Lewis es más alto que Galecki.
- John Randolph como Clark Griswold Sr., el padre de Clark.
- Diane Ladd como Nora Griswold, la madre de Clark.
- E. G. Marshall como Arthur «Art» Smith, el padre de Ellen.
- Doris Roberts como Frances Smith, la madre de Ellen.
- Miriam Flynn como Catherine Johnson, prima de Ellen.
- Randy Quaid como Eddie Johnson, el esposo de Catherine.
- Cody Hamburguesa como Rocky Johnson.
- Ellen Hamilton Latzen como Ruby Sue Johnson.
- William Hickey como el tío Lewis.
- Mae Questel como la tía Bethany. Este fue el último papel cinematográfico de Questel antes de su muerte en 1998.
- Sam McMurray como Bill, compañero de trabajo de Clark.
- Julia Louis-Dreyfus como Margo Chester, la vecina yuppie de los Griswold.
- Nicholas Guest como Todd Chester, el esposo de Margo.
- Brian Doyle-Murray como Frank Shirley, el jefe de Clark.
- Natalia Nogulich como Helen Shirley, la esposa de Frank.
- Nicolette Scorsese como Mary, una empleada de mostrador de lencería.
- Alexander Folk como oficial principal de SWAT.
- Jeremy Roberts como policía.
- Woody Weaver como policía.
- Doug Llewelyn como la voz del locutor del desfile.
- Keith MacKechnie como repartidor.
- Rick Stevens como Ralph, el primo torpe de Ellen.

## Producción

### Desarrollo y guion
National Lampoon's Christmas Vacation está basada en un cuento de John Hughes llamado Navidad '59, que se publicó en la edición de diciembre de 1980 de la revista National Lampoon. «El estudio vino a mí y me rogó por otro [guion], y solo acepté porque tenía una buena historia en la cual basarme», dijo Hughes. «Pero esas películas se han convertido en poco más que vehículos [marca o modelo] Chevy Chase». Inicialmente el director Chris Columbus iba a dirigir la película, pero debido a un choque de personalidades entre él y Chase, Columbus dejó la película y fue reemplazado por Chechik. Hughes finalmente le dio a Columbus el guion de Home Alone.

### Rodaje
El rodaje principal comenzó el 27 de marzo de 1989 en el condado de Summit, Colorado, con metrajes filmados en Silverthorne, Breckenridge y Frisco. A partir de ahí, la producción se trasladó a las instalaciones del rancho de Warner Bros. en Burbank, California, donde se encuentran los escenarios de la casa y la calle de la familia Griswold.

## Música
La banda sonora de National Lampoon's Christmas Vacation fue compuesta por Randy Newman. Es la única entrega de la franquicia de películas Vacation que no incluye «Holiday Road» de Lindsey Buckingham. En su lugar hay una canción titulada «Vacaciones de Navidad» con los compositores Randy Newman, Barry Mann, Cynthia Weil e interpretada por Mavis Staples de The Staple Singers. La canción fue versionada en 2007 por la estrella de High School Musical, Monique Coleman, para el álbum de 2007 Disney Channel Holiday. Canciones navideñas populares que aparecen en la película incluyen el sencillo de temática hawaiana «Mele Kalikimaka» de Bing Crosby & The Andrews Sisters y, durante el clímax de la película, «Here Comes Santa Claus» de Gene Autry. Para la última canción, se utiliza la versión regrabada de Autry en 1957 de Challenge Records.
A pesar de que varias canciones populares están presentes en la película, no se lanzó ningún álbum oficial de la banda sonora. En 1999, una copia pirata que contenía la música que aparece en la película junto con cortes seleccionados de diálogos comenzó a aparecer en los sitios de subastas de Internet. Sin embargo, los foros de los sitios de música de películas como SoundtrackCollector declararon más tarde que el disco era un fraude debido a sus inexactitudes; por ejemplo, el corte «Christmas Vacation Medley» (que afirma ser obra del compositor Angelo Badalamenti) es en realidad una pista llamada «Christmas at Carnegie Hall» de Home Alone 2: Lost in New York, del compositor John Williams.

## Lanzamiento

### Medios domésticos
La película se ha lanzado en medios domésticos en varias ocasiones diferentes: VHS y Laserdisc a principios de 1990, un DVD básico en 1997 y un DVD «Edición especial» en 2003. Las ediciones HD DVD y Blu-ray se lanzaron en 2006. En 2009, se lanzó un segundo Blu-ray de la película como «Ultimate Collector's Edition». En 2015 se lanzó un Steelbook Blu-ray con calidad de imagen remasterizada, y en 2019 se lanzó un segundo Steelbook. El 1 de noviembre de 2022, la película se estrenó en 4K Ultra HD por primera vez.

## Recepción

### Taquilla
La película debutó en el número 2 en la taquilla y recaudó 11 750 203 USD durante el primer fin de semana, detrás de Back to the Future Part II. La película finalmente encabezó las listas de éxitos de taquilla en su tercera semana de estreno y se mantuvo en el número 1 el fin de semana siguiente. Continuó recaudando un total de 71 319 546 USD en los Estados Unidos mientras se exhibía en las salas de cine. Fue la película más taquillera de la serie hasta el estreno de Vacaciones en 2015.

### Respuesta crítica
En el momento del estreno, la película recibió críticas de mixtas a positivas; sin embargo, con el tiempo, muchos se han referido a ella como un clásico navideño. El sitio de reseñas Rotten Tomatoes informa que el 73% de 52 críticos de cine le han dado a la película una reseña positiva, con una calificación promedio de 6.4/10. El consenso del sitio dice: «Si bien Christmas Vacation puede no ser la comedia más disciplinada, tiene suficientes risas y buen humor para convertirse en un regalo de temporada sólido». Otro sitio web de reseñas, Metacritic, asignó a la película una calificación de 49 sobre 100 basada en 18 reseñas, indicando «críticas mixtas o promedio». Audiencias encuestadas por CinemaScore le dieron a la película una calificación promedio de «B+» en una escala de A+ a F.
La revista de entretenimiento Variety valoró positivamente a la película afirmando: «Sólida cena familiar con mucho asco, National Lampoon's Christmas Vacation son Chevy Chase y sus chicos haciendo lo que mejor saben hacer. A pesar del título, que la vincula con imágenes anteriores de la incoherente serie Vacation, esta tercera entrada está firmemente arraigada en la granja de la familia Griswold, donde Clark Griswold (Chase) se involucra en un intento típico de dar a su familia una Navidad perfecta y anticuada». Rita Kempley de The Washington Post le dio a la película una crítica positiva y explicó que «resultará familiar para los fanáticos del original de 1983 y de la secuela European Vacation. Solo que es un poco más caprichosa».
Roger Ebert, del Chicago Sun-Times, le dio a la película dos de cuatro estrellas y dijo: «La película es curiosa por lo cerca que está de cumplir con su material: secuencia tras secuencia parece contener todo el material necesario, para estar bien encaminado, el camino hacia una recompensa, y luego de alguna manera no funciona».